# Lijst van Amerikaanse ambassadeurs in België

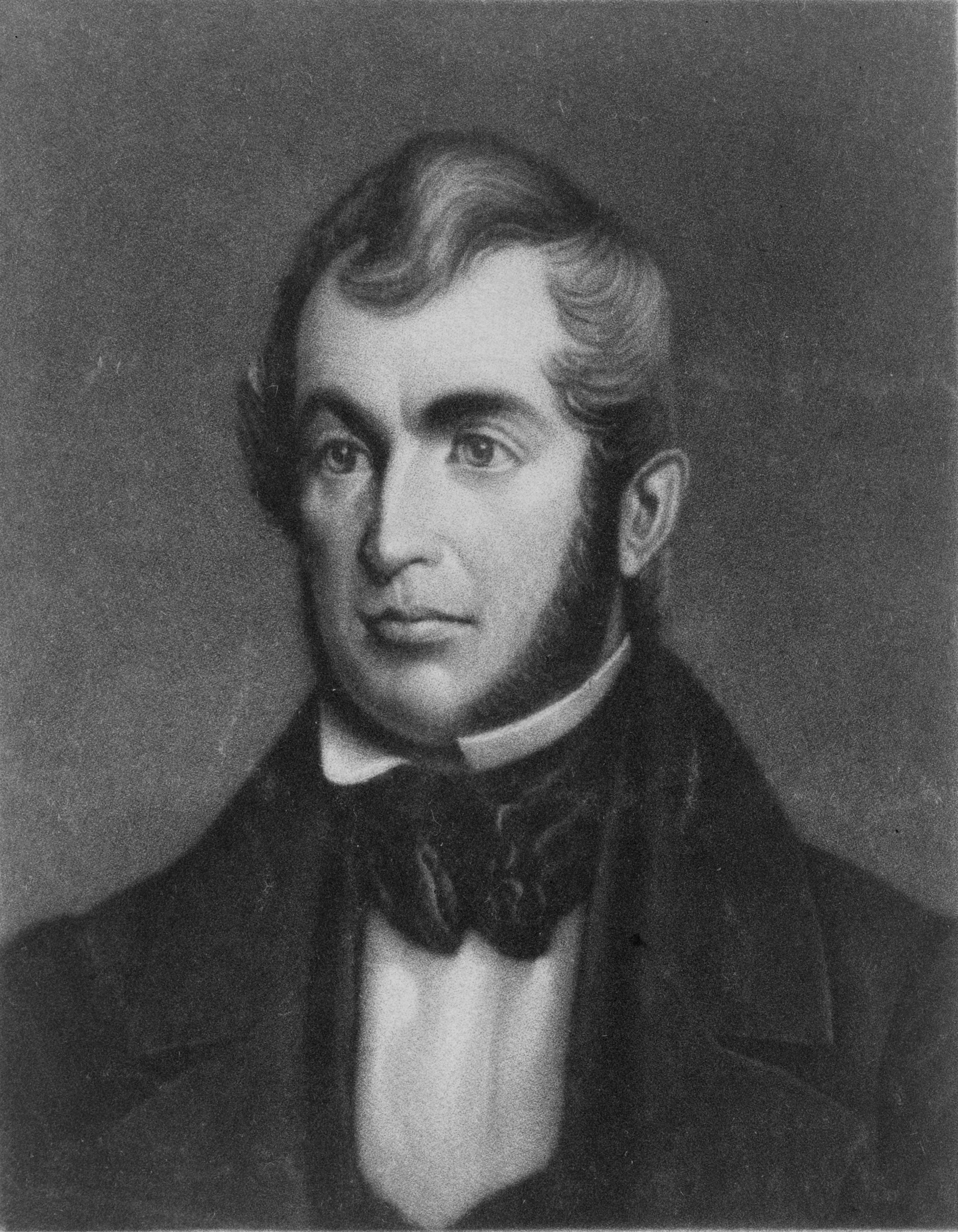
Hugh S. Legare, de eerste zaakgelastigde

Dit is een lijst van ambassadeurs en zaakgelastigden van de Verenigde Staten in België

## Zaakgelastigden van de Verenigde Staten in België
- Hugh S. Legare 1832 - 1836
- Virgil Maxcy 1837 - 1842
- Henry W. Hilliard 1842 - 1844
- Thomas G. Clemson 1844 - 1851
- Richard H. Bayward 1851 - 1853
- J.J. Seibels 1852 - 1854

## Ministers-Residenten van de Verenigde Staten in België
- J.J. Seibels 1854- 1856
- Elisha Y. Fair 1858 - 1861
- Henry Shelton Sanford 1861 - 1869
- Joseph Russell Jones 1869 - 1875
- Ayres Phillips Merrill 1876 - 1877
- William C. Goodloe 1878 - 1880
- James O. Putnam 1880 - 1882
- Nicolas Fish 1882 - 1885
- Lambert Tree 1885 - 1888

## Buitengewone Gezanten en Gevolmachtigde Ministers van de Verenigde Staten in België
- Lambert Tree 1888
- John G. Parkhurst 1888 - 1889
- Edwin H. Terrell 1889 - 1893
- James S. Ewing 1893 - 1897
- Bellamy Storer 1897 - 1899
- Lawrence Townsend 1899 - 1905
- Henry Lane Wilson 1905 - 1909
- Charles Page Bryan 1909 - 1911
- Larz Anderson 1911 - 1912
- Theodore Marburg 1912 - 1914
- Brand Whitlock 1914 - 1919

## Ambassadeurs van de Verenigde Staten in België
- Brand Whitlock 1919 - 1921
- Henry P. Fletcher 1922 - 1924
- William Phillips 1924 - 1927
- Hugh S. Gibson 1927 - 1933
- Dave Hennen Morris 1933 - 1937
- Hugh S. Gibson 1937 - 1938
- Joseph E. Davies 1938 - 1939
- John Cudahy 1940
- Anthony J. Drexel Biddle, Jr. 1941 - 1943
- Charles Sawyer 1944 - 1945
- Alan G. Kirk 1946 - 1949
- Robert D. Murphy 1949 - 1952
- Myron Melvin Cowen 1952 - 1953
- Frederick M. Alger, Jr. 1953 - 1957
- John Clifford Folger 1957 - 1959
- William A. M. Burden 1959 - 1961
- Douglas MacArthur 2nd 1961 - 1965
- Ridgway B. Knight 1965 - 1969
- John Eisenhower 1969 - 1971
- Robert Strausz-Hupe 1972 - 1974
- Leonard Kimball Firestone 1974 - 1977
- Anne Cox Chambers 1977 - 1981
- Charles H. Price II 1981 -1983
- Geoffrey Swaebe 1983 - 1988
- Maynard Wayne Glitman 1988 - 1991
- Bruce S. Gelb 1991 - 1993
- Alan John Blinken 1993 - 1998
- Paul L. Cejas 1998 - 2001
- Stephen Brauer 2001 - 2003
- Tom C. Korologos 2004 - 2007
- Sam Fox 2007 - 2009
- Howard Gutman 2009 - 2013
- Denise Bauer 2013 - 2017
- Ronald J. Gidwitz 2018–2021
- Nicholas Berliner 2021–2022
- Michael M. Adler 2022–